# Снежка (санаторий)
Сне́жка – санаторий под Брянском, в 6 км к востоку от городской черты, и посёлок при нём (около 200 жителей), относящийся к Свенскому сельскому поселению Брянского района. Расположен среди леса, на реке Свень, плотина на которой образует пруд, в летнее время пригодный для купания.
Датой основания санатория можно считать 4 сентября 1919 года, когда было принято решение Супоневского волисполкома “Об отчуждении построек И.А.Меньшикова для устройства санатория”, однако нынешние постройки относятся к 1970-80-м годам. В 2004 году санаторий был реконструирован и благоустроен.